# Best Hit LAZY
Best Hit LAZY é a segunda coletânea de LAZY. Foi lançada em primeiro de dezembro de 1980 pela RCA Records e tem 16 faixas.

## Produção
Segunda coletânea da LAZY, primeira banda de Hironobu Kageyama, que também tinha membros da Neverland e da Loudness. A sessão de fotos que resultou na capa deste álbum também rendeu a capa do single Kanjite Night e de outra coletânea, chamada apenas de Best, lançada em CD vários anos depois.

## Legado
Ao contrário da maioria dos outros álbuns da banda, este nunca foi relançado em CD. 

## Faixas
| N.º            | Título                                  | Letras           | Música          | Arranjo          | Duração |  |
| 1.             | "Kanjite Night"                         | Ayumi Date       | Kimio Mizutani  | Akira Takasaki   | 3:03    |  |
| 2.             | "Kanashimi Wo Buttobase"                | Y. Mori          | K. Hamada       | Jun Sato         | 3:11    |  |
| 3.             | "Midnight Boxer"                        | Kazuko Kobayashi | Kingo Hamada    | Koji Makaino     | 3:42    |  |
| 4.             | "Goin' Back to China" (cover de Diesel) | Fumiko Okada     | Pim Koopman     | LAZY             | 3:15    |  |
| 5.             | "Baby I Make a Motion"                  | Ritsu Iwasawa    | Kunihiko Kase   | Shigeki Watanabe | 4:02    |  |
| 6.             | "Sukisa, Sukisa, Sukisa"                | K. Kobayashi     | K. Hamada       | Akira Inoue      | 4:03    |  |
| 7.             | "Ai ni wa Ai wo"                        | Yoshiko Miura    | Shinichi Tokura | S. Tokura        | 4:27    |  |
| 8.             | "Queen ni Fusawashi"                    | Yumi Matsutoya   | S. Tokura       | S. Tokura        | 3:30    |  |
| 9.             | "Hello Hello Hello"                     | Rei Nakanishi    | S. Tokura       | S. Tokura        | 4:32    |  |
| 10.            | "Jigoku no Tenshi"                      | R. Nakanishi     | Yukinojo Mori   | S. Tokura        | 2:59    |  |
| 11.            | "Dance with Me"                         | Y. Mori          | Y. Mori         | LAZY             | 3:39    |  |
| 12.            | "Moero Rock 'n' Roll Fire"              | Masami Sugiyama  | S. Tokura       | S. Tokura        | 4:22    |  |
| 13.            | "Akazukinchan Goyojin"                  | M. Sugiyama      | S. Tokura       | S. Tokura        | 2:54    |  |
| 14.            | "OK!"                                   | Y. Mori          | Y. Mori         | K. Makaino       | 3:59    |  |
| 15.            | "Camouflage"                            | Y. Matsutoya     | S. Tokura       | S. Tokura        | 2:44    |  |
| 16.            | "Hey! I Love You"                       | Y. Mori          | K. Makaino      | K. Makaino       | 3:21    |  |
| Duração total: | Duração total:                          | Duração total:   | Duração total:  | Duração total:   | 57:53   |  |

## Integrantes
- Hironobu Kageyama (Michell) - Vocal

- Akira Takasaki (Suzy) - Guitarra

- Hiroyuki Tanaka (Funny) - Baixo

- Shunji Inoue (Pocky) - Teclado

- Munetaka Higuchi (Davy) - Bateria